# Saison 2022 de l'équipe cycliste FDJ-Nouvelle Aquitaine-Futuroscope
La Saison 2022 de l'équipe FDJ-Nouvelle Aquitaine-Futuroscope est la dix-septième de la formation. L'effectif est quasiment identique, avec l'arrivée de la baroudeuse Grace Brown.
Marta Cavalli confirme au plus haut niveau. Elle remporte l'Amstel Gold Race et la Flèche wallonne. Elle est ensuite la seule à pouvoir rivaliser avec Annemiek van Vleuten au Tour d'Italie qu'elle termine deuxième. Elle est victime de malchance au Tour de France et doit abandonner. Sa fin de saison est plus discrète. Elle se classe aussi cinquième de Paris-Roubaix et quatrième du Tour du Pays basque. Cecilie Uttrup Ludwig commence la saison avec une cinquième place sur les Strade Bianche et une sixième place sur le Tour des Flandres. Elle gagne le championnat du Danemark avant de s'imposer sur une étape du Tour de France, qu'elle termine à la septième place. Elle gagne ensuite une étape et le classement général du Tour de Scandinavie. Elle est cinquième du Ceratizit Challenge by La Vuelta et fait partie des meilleures lors des championnats du monde où elle est aussi cinquième. Grace Brown devient championne d'Australie du contre-la-montre. Elle est deuxième à Liège-Bastogne-Liège, gagne une étape du Women's Tour et du Ceratizit Challenge by La Vuelta. Elle est deuxième du championnat du monde contre-la-montre. Evita Muzic confirme sa progression avec une deuxième place sur le Tour de Burgos, une huitième place au Tour de France et une sixième place au Tour de Romandie. Elle gagne également la Alpes Grésivaudan Classic. Clara Copponi est quatrième du Tour de Drenthe et gagne une étape du Women's Tour. Sur piste, elle revient des championnats d'Europe avec trois médailles et des mondiaux avec deux. Vittoria Guazzini gagne le championnats du monde relais avec l'Italie, ainsi que le championnat du monde de poursuite par équipes. Elle quatrième du championnat du monde contre-la-montre. Brodie Chapman gagne le Grand Prix de Chambéry. Enfin, Marie Le Net lève les bras à La Picto-Charentaise. Cecilie Uttrup Ludwig est neuvième du classement UCI et Marta Cavalli septième du World Tour. La formation est quatrième des deux classements par équipes.

## Préparation de la saison

### Partenaires et matériel de l'équipe
L'équipe court sur des vélos Lapierre.

### Arrivées et départs
La baroudeuse et spécialiste du contre-la-montre australienne Grace Brown est la principale recrue. Vittoria Guazzini rejoint l'équipe, tandis que Lauren Kitchen la quitte.
| Arrivées          | Équipe 2021           |
| ----------------- | --------------------- |
| Grace Brown       | BikeExchange          |
| Vittoria Guazzini | Valcar-Travel Service |

| Départs        | Équipe 2022 |
| -------------- | ----------- |
| Lauren Kitchen |             |

### Effectifs
| Effectif 2022            | Effectif 2022     | Effectif 2022 | Effectif 2022                    |
| Cycliste                 | Date de naissance | Pays          | Équipe précédente                |
| ------------------------ | ----------------- | ------------- | -------------------------------- |
| Stine Borgli             | 4 juillet 1990    | Norvège       | Keukens Redant (2019)            |
| Grace Brown              | 7 juillet 1992    | Australie     | Team BikeExchange (2021)         |
| Marta Cavalli            | 18 mars 1998      | Italie        | Valcar-Travel & Service (2020)   |
| Brodie Chapman           | 9 avril 1991      | Australie     | Tibco-Silicon Valley Bank (2019) |
| Clara Copponi            | 12 janvier 1999   | France        | Bio Frais (2019)                 |
| Eugénie Duval            | 3 mai 1993        | France        |                                  |
| Emilia Fahlin            | 24 octobre 1988   | Suède         | Wiggle High5 (2018)              |
| Maëlle Grossetête        | 10 avril 1998     | France        |                                  |
| Vittoria Guazzini        | 26 décembre 2000  | Italie        | Valcar-Travel & Service (2021)   |
| Victorie Guilman         | 25 mars 1996      | France        | DN 17 Poitou-Charentes (2015)    |
| Marie Le Net             | 25 janvier 2000   | France        | Breizh Ladies (2018)             |
| Cecilie Uttrup Ludwig    | 23 août 1995      | Danemark      | Bigla (2019)                     |
| Évita Muzic              | 26 mai 1999       | France        | VC Morteau Montbenoit (2017)     |
| Jade Wiel                | 2 avril 2000      | France        | VC Morteau Montbenoit (2018)     |
|                          |                   |               |                                  |
| Source : ProCyclingStats |                   |               |                                  |

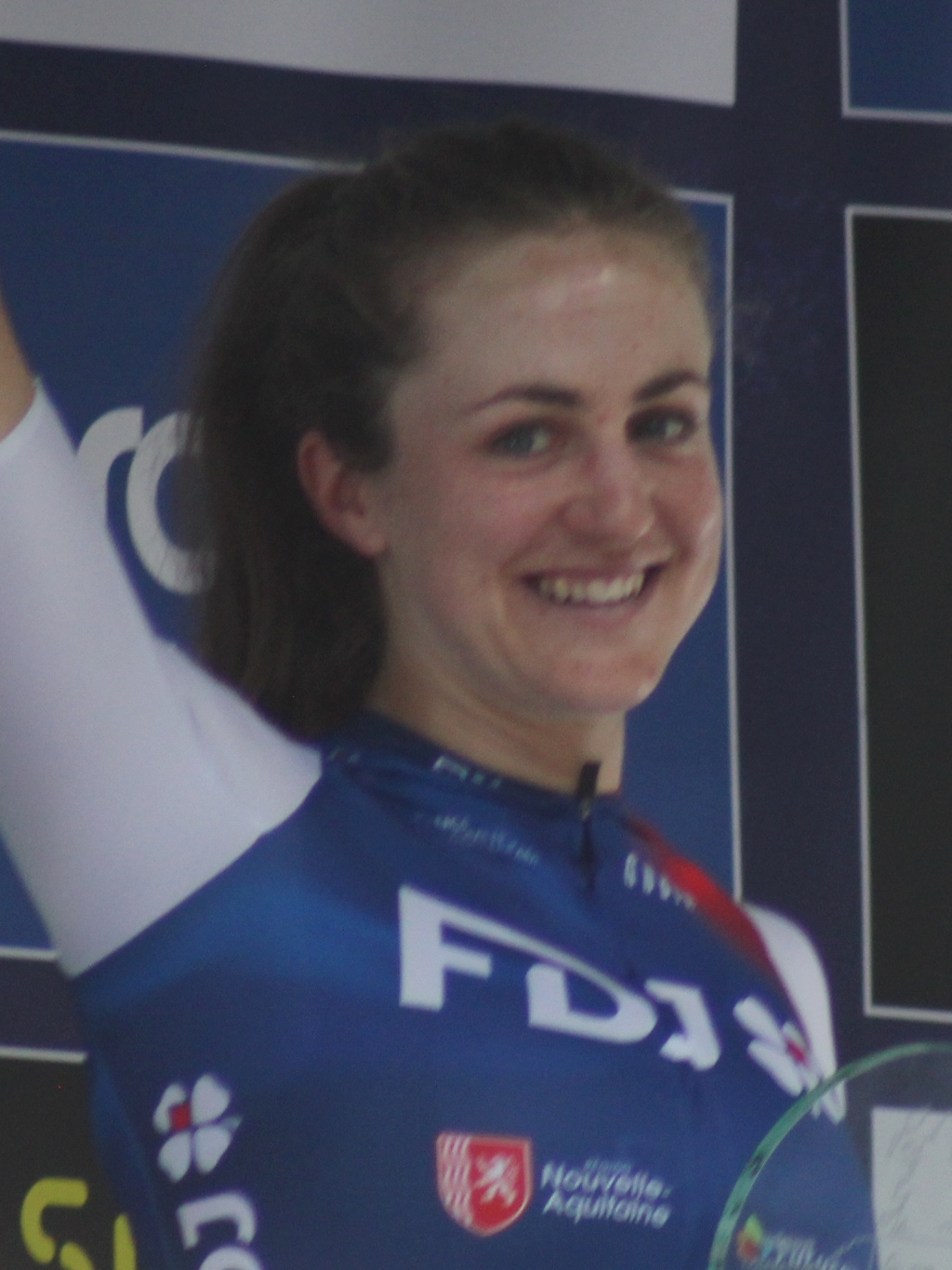
Grace Brown
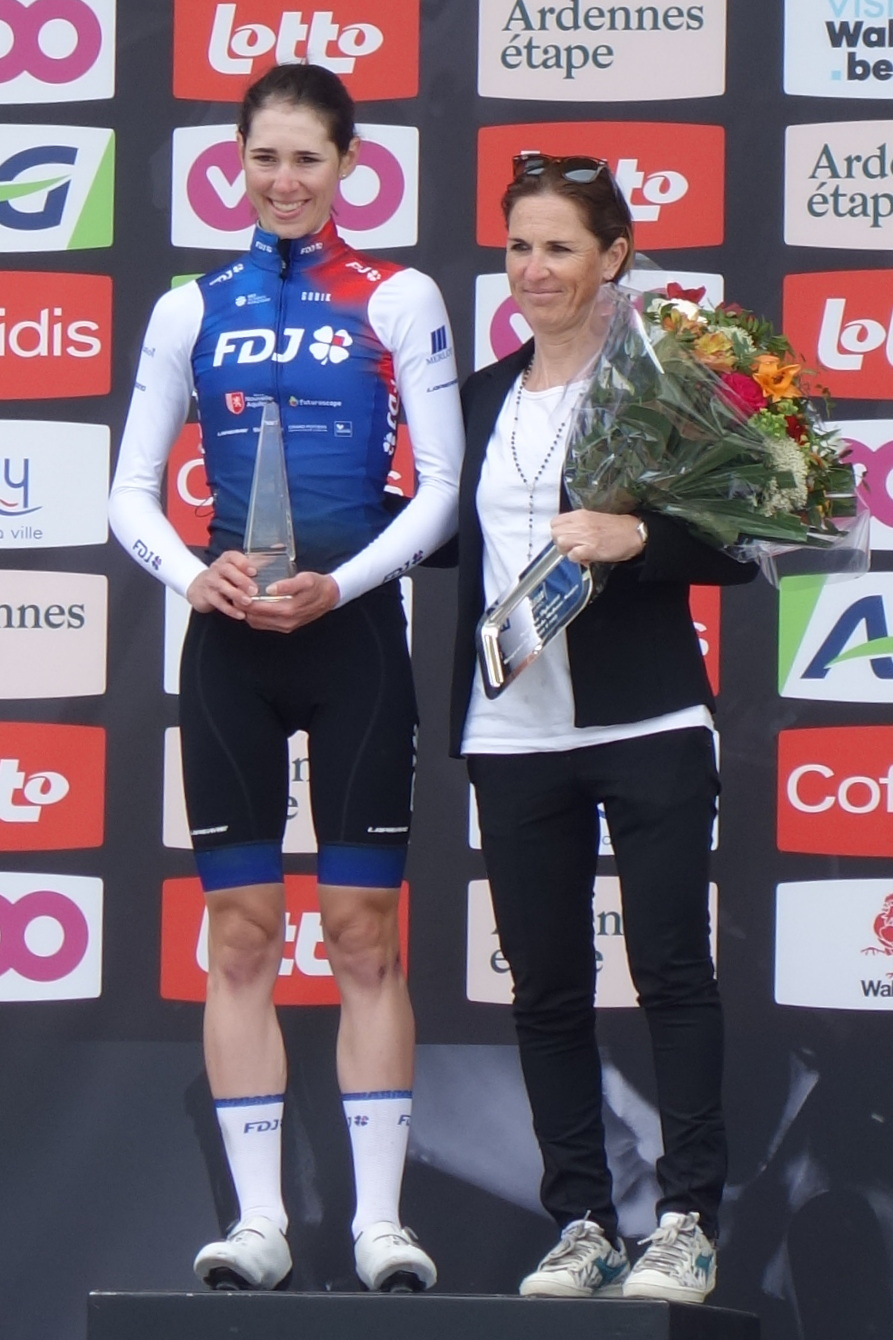
Marta Cavalli
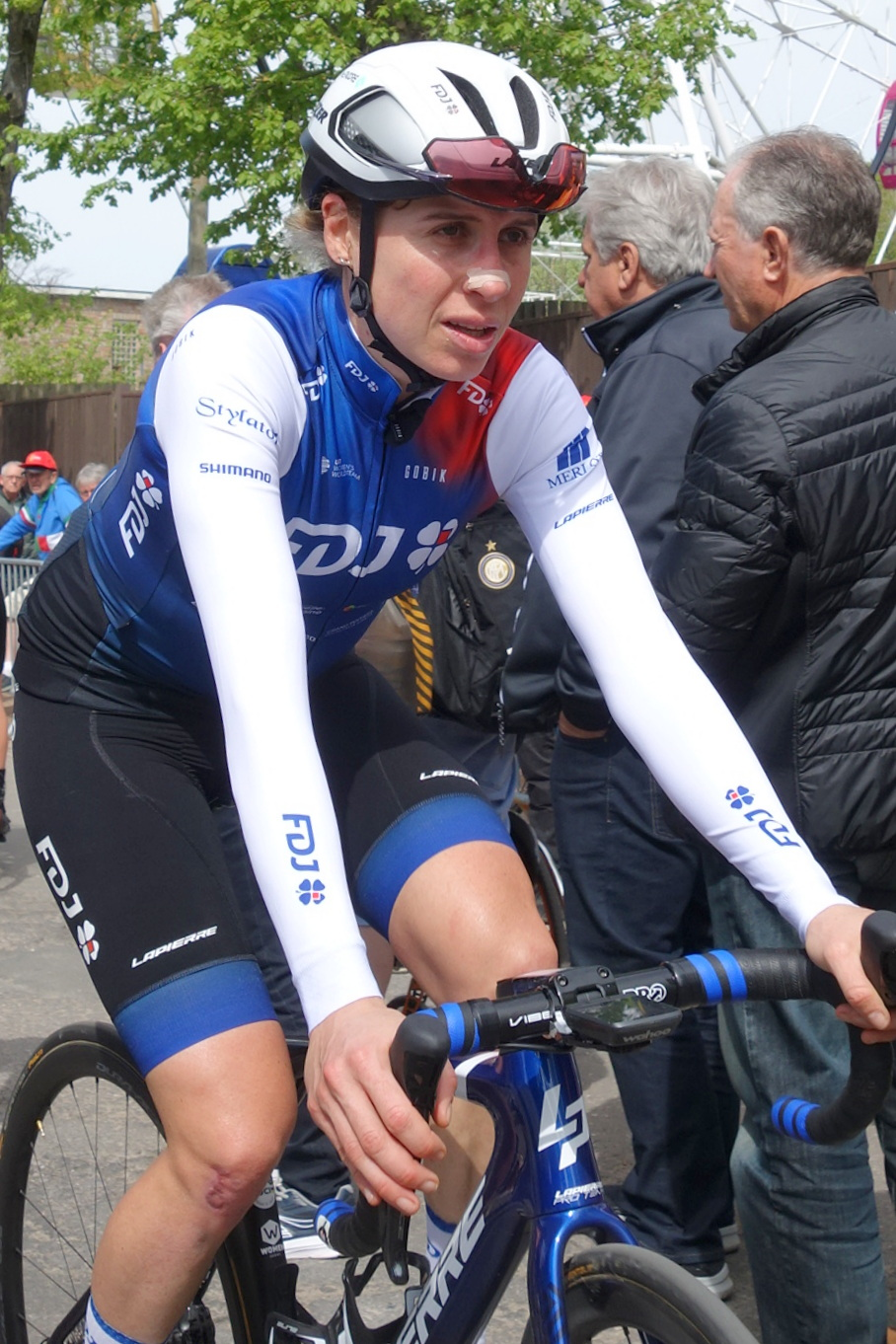
Brodie Chapman
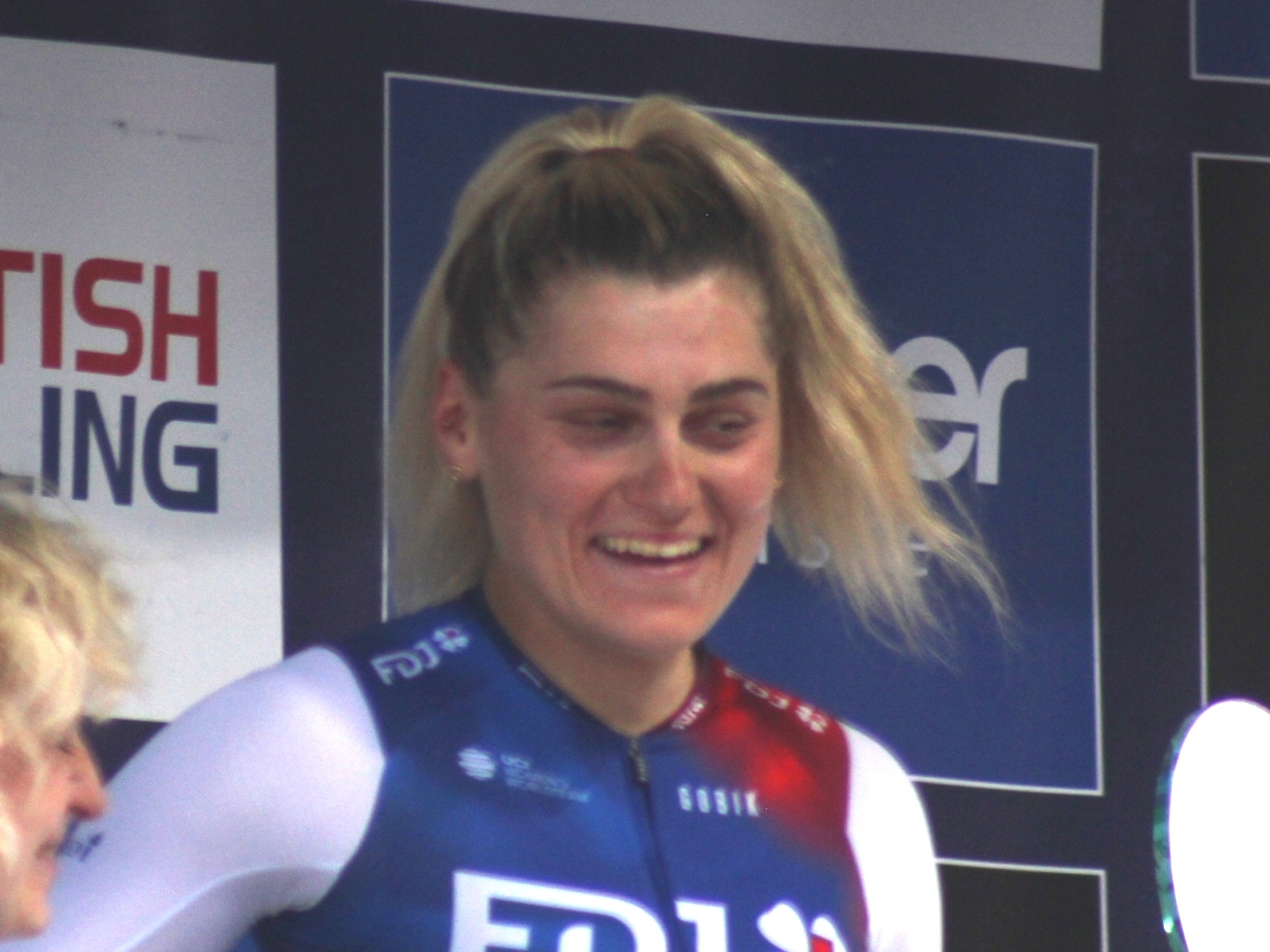
Clara Copponi
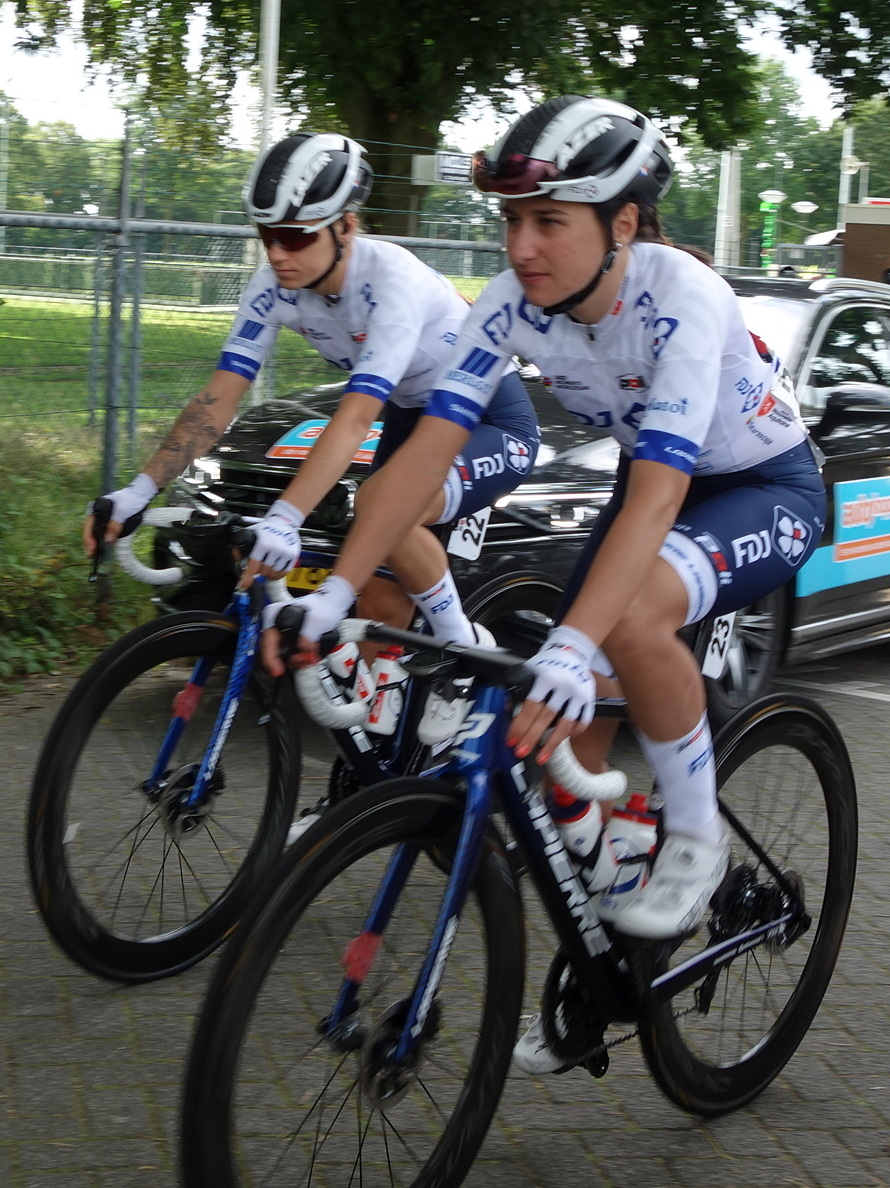
Eugénie Duval en 2021
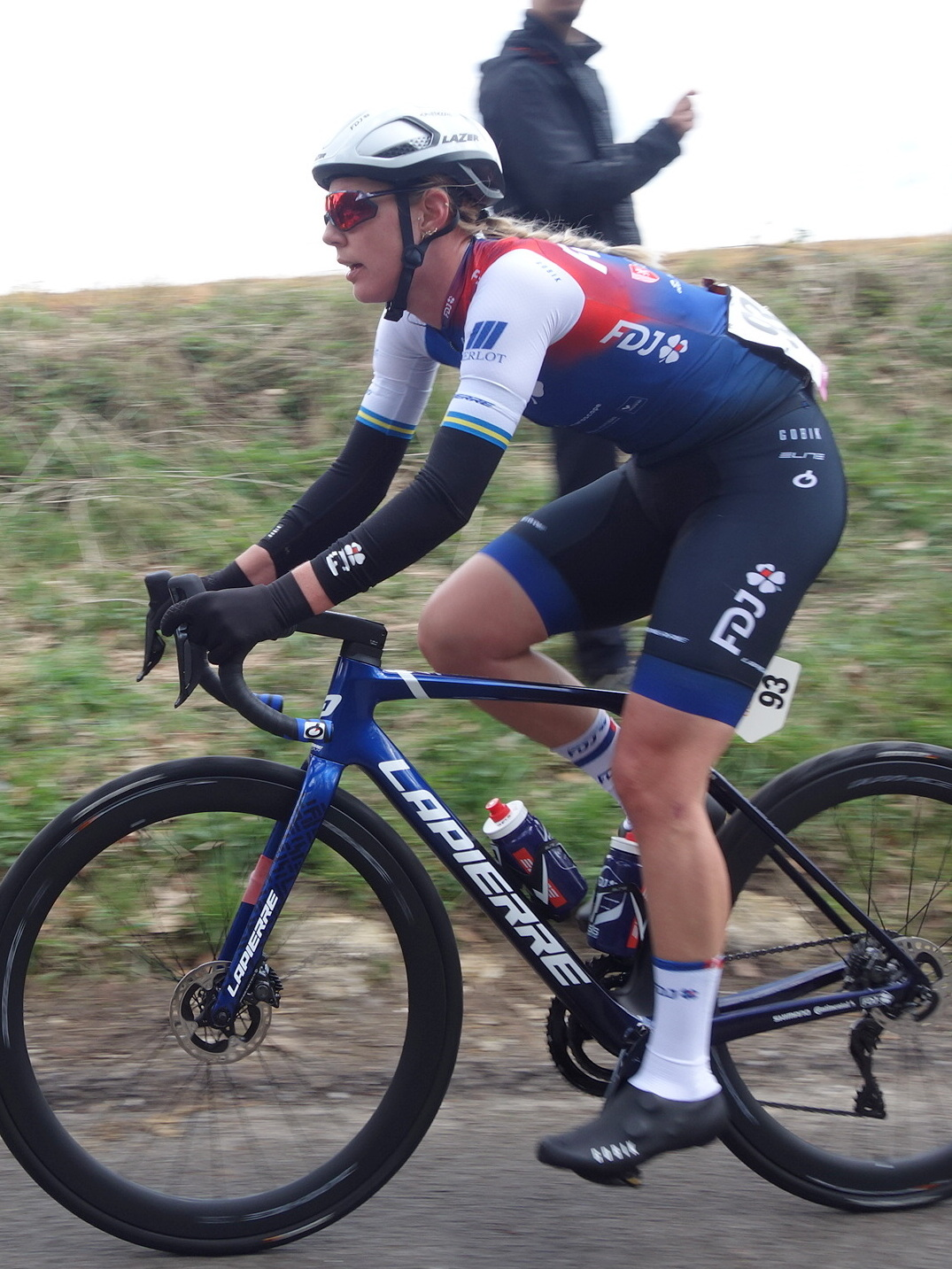
Emilia Fahlin
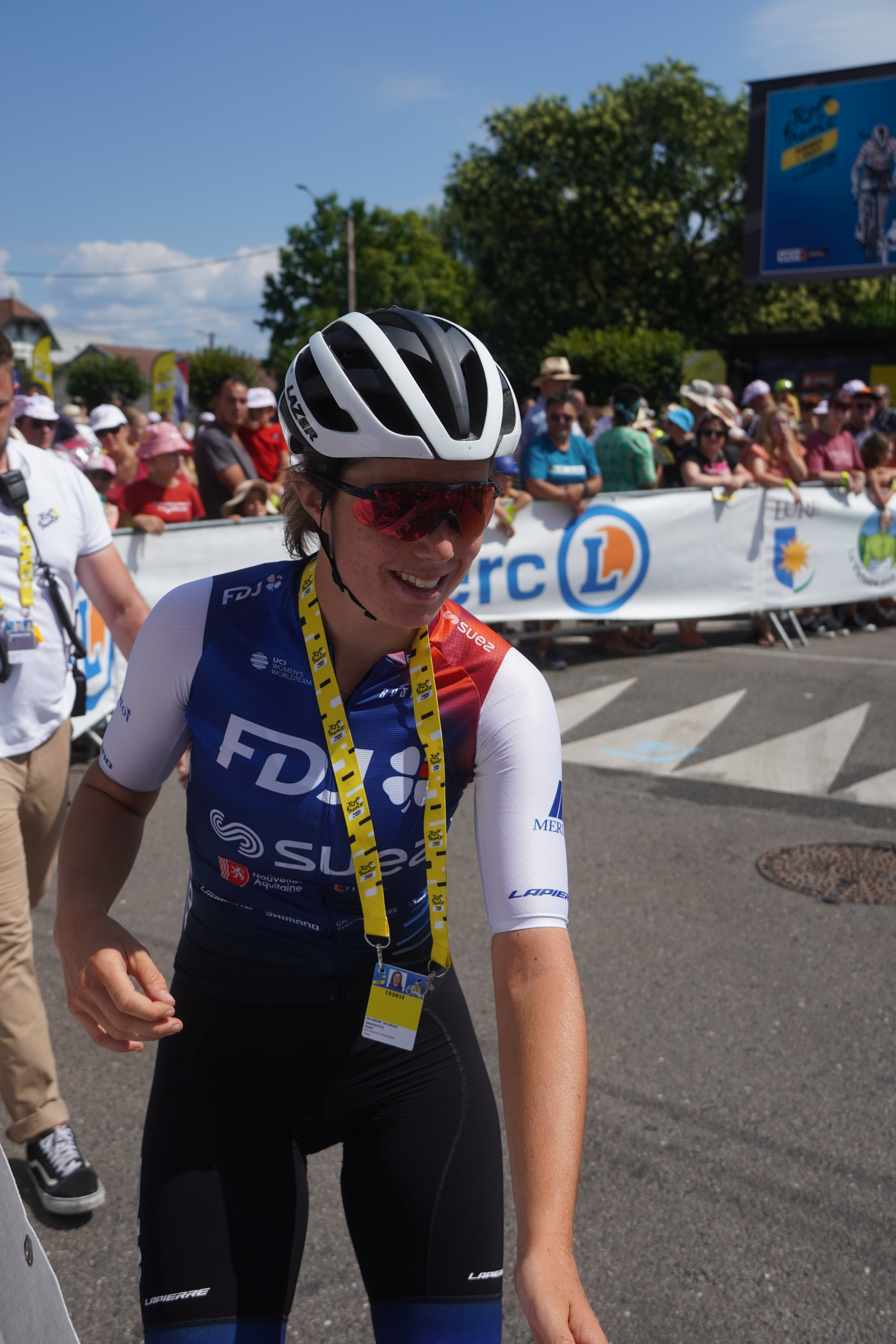
Maëlle Grossetête
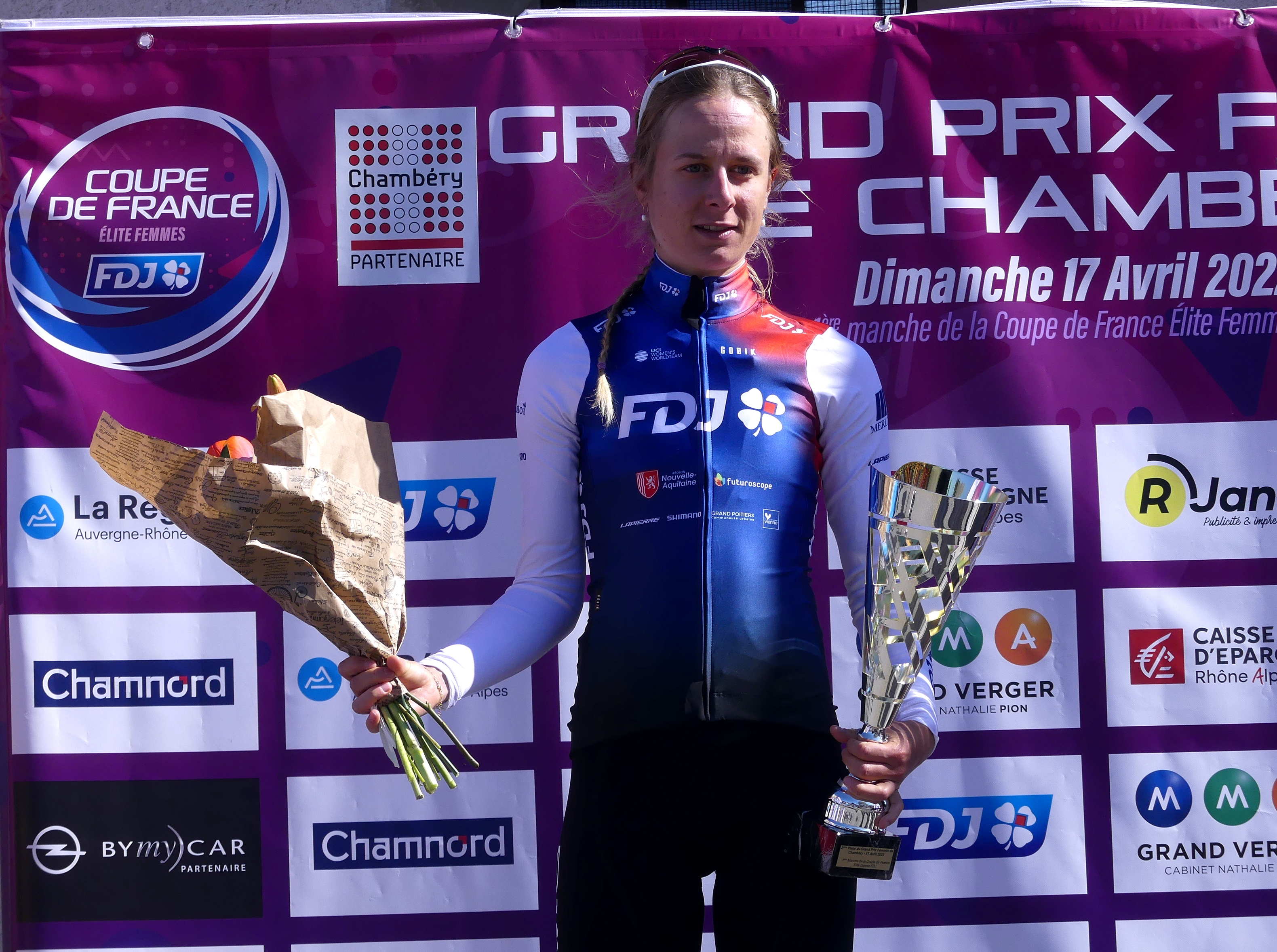
Victorie Guilman
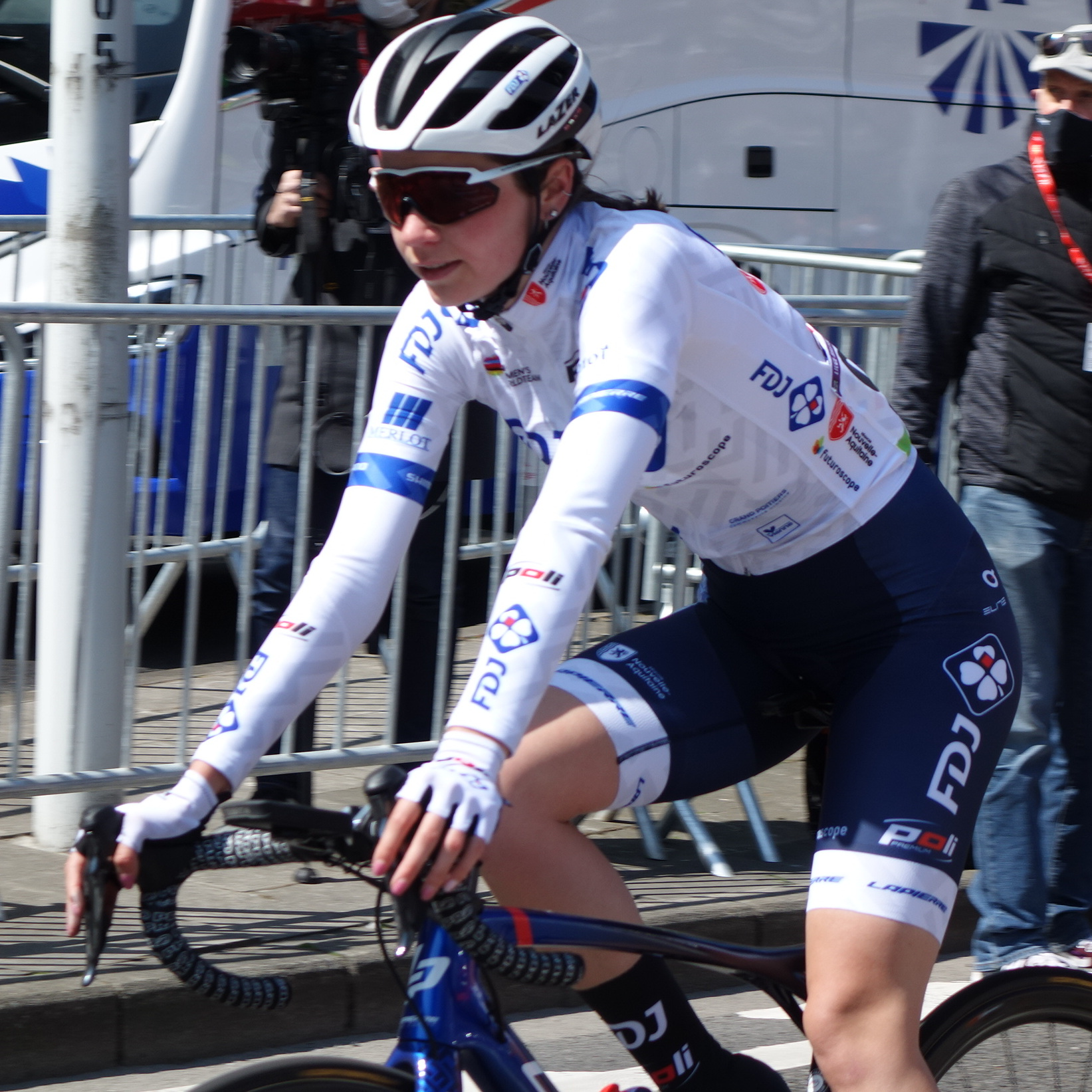
Évita Muzic en 2021
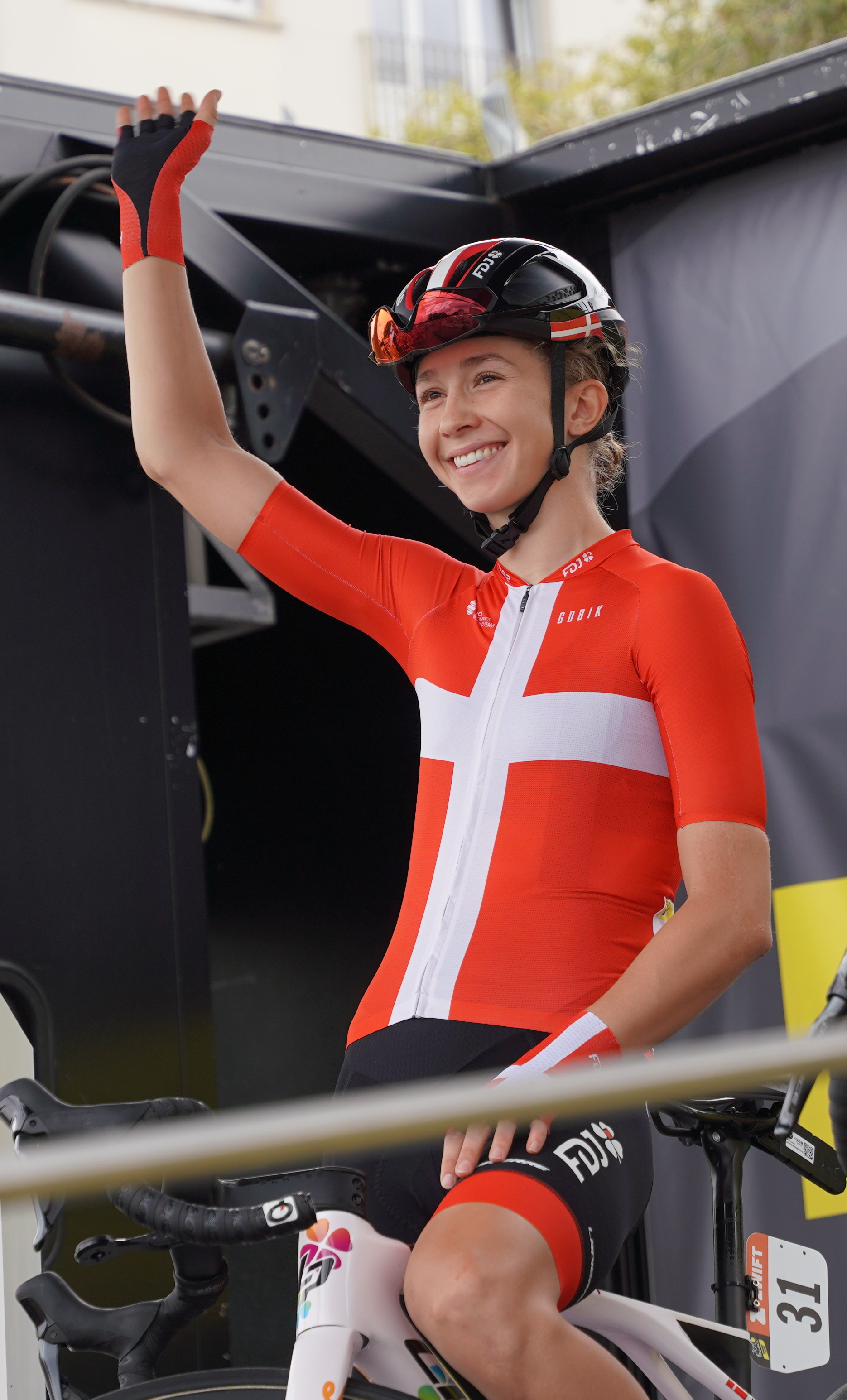
Cecilie Uttrup Ludwig
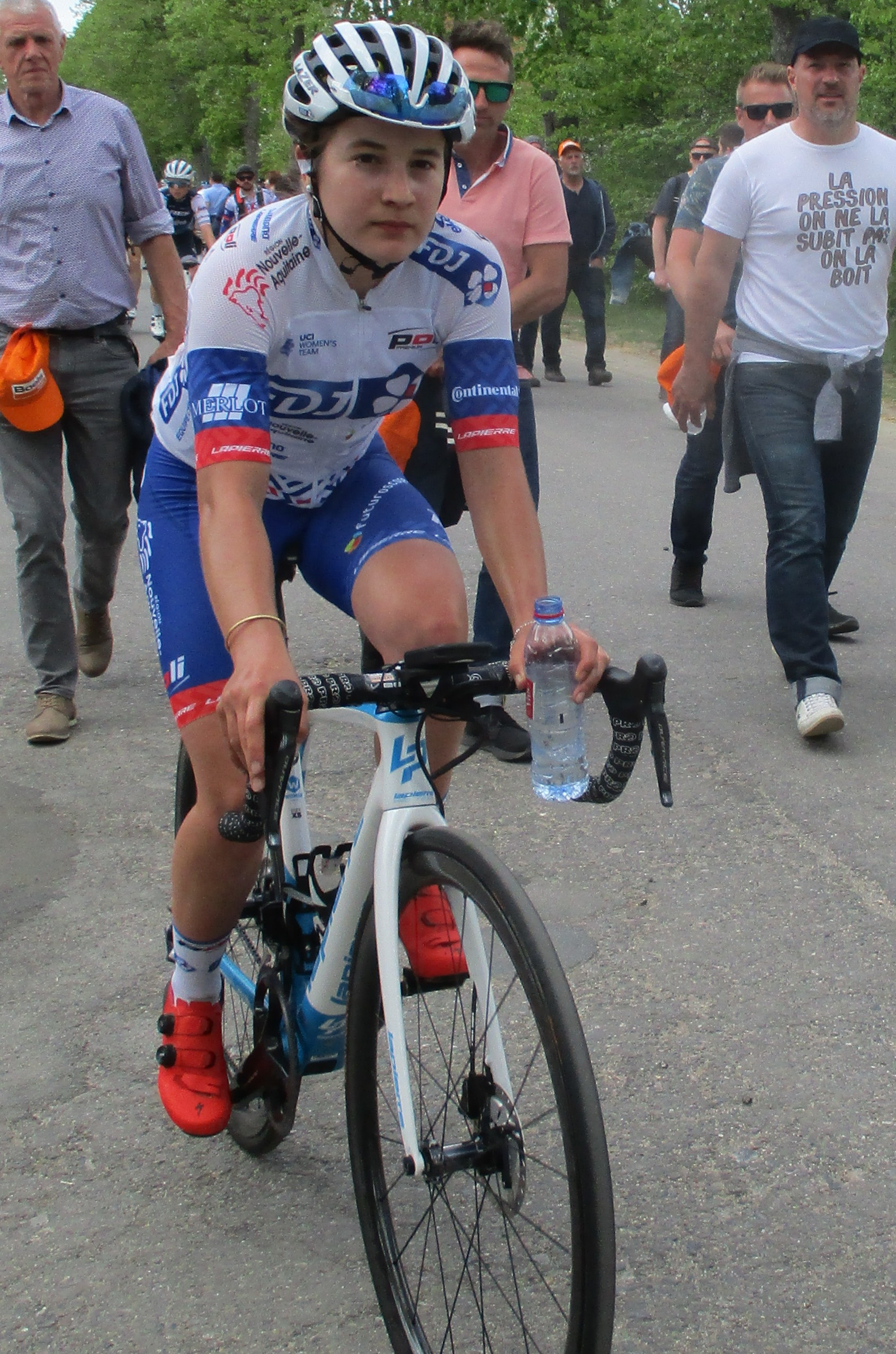
Jade Wiel en 2019

.

### Encadrement
Stephen Delcourt est le manager général de l'équipe. Cédric Barre est le directeur sportif. Il est assisté de Nicolas Maire et de Flavien Soenen.

## Déroulement de la saison

### Janvier
Grace Brown est championne d'Australie du contre-la-montre.

### Février
Au Circuit Het Nieuwsblad, après le mur de Grammont, le groupe de tête compte environ dix coureuses dont Clara Copponi et Cecilie Uttrup Ludwig. Elles se classent respectivement cinquième et sixième. Le lendemain à l'Omloop van het Hageland, un groupe de dix avec Clara Copponi se forme dans les trente derniers kilomètres. Elle se classe sixième.

### Mars
Au Samyn des Dames, avant d'entrer dans le dernier tour, Grace Brown part seule. Elle obtient une avance de quarante secondes. À quatorze kilomètres de l'arrivée, Alice Barnes attaque et revient sur Brown puis la lâche dans la côte de Nonette. Elle est néanmoins reprise plus loin. À six kilomètres de l'arrivée, Shirin van Anrooij passe à l'offensive. Elle est suivie par Vittoria Guazzini. Tout se joue dans la dernière ligne droite, Clara Copponi ouvre le sprint, mais est dépassée. Vittoria Guazzini parvient à prendre la troisième place.
Aux Strade Bianche, Cecilie Uttrup Ludwig reste avec le groupe des favorites et prend la cinquième place. Au Tour de Drenthe, Clara Copponi se maintient avec les meilleures et est quatrième du sprint.
Au Trofeo Alfredo Binda-Comune di Cittiglio, à deux tours de l'arrivée, dans la côte de Casale, Brodie Chapman attaque. Elle est accompagnée de sept autres coureuses. Elles sont reprises dans l'ascension suivante d'Orino. Dans la montée suivante d'Orino, Marie Le Net accélère afin de préparer l'attaque de Marta Cavalli. Celle-ci reprise, Cecilie Uttrup Ludwig contre. Marlen Reusser sort également et double Ludwig. Dans la descente, Elisa Longo Borghini et Elise Chabbey rentrent sur la Danoise. Ce trio revient sur la Suissesse avant la ligne d'arrivée et compte alors dix-neuf secondes d'avance. Elles sont reprises dans Casale à la suite de la mauvaise coopération. Dans la dernière montée, Cavalli part de nouveau, mais est cette fois ramenée par Moolman. Cecilie Uttrup Ludwig est neuvième du sprint. À la Classic Bruges-La Panne, Clara Copponi est dixième du sprint. À Gand-Wevelgem, après le premier passage du mont Kemmel, Marta Cavalli revient sur le groupe de tête contenant Lotte Kopecky. Un regroupement général a lieu à quarante-quatre kilomètres du but. Clara Copponi est dixième du sprint.

### Avril

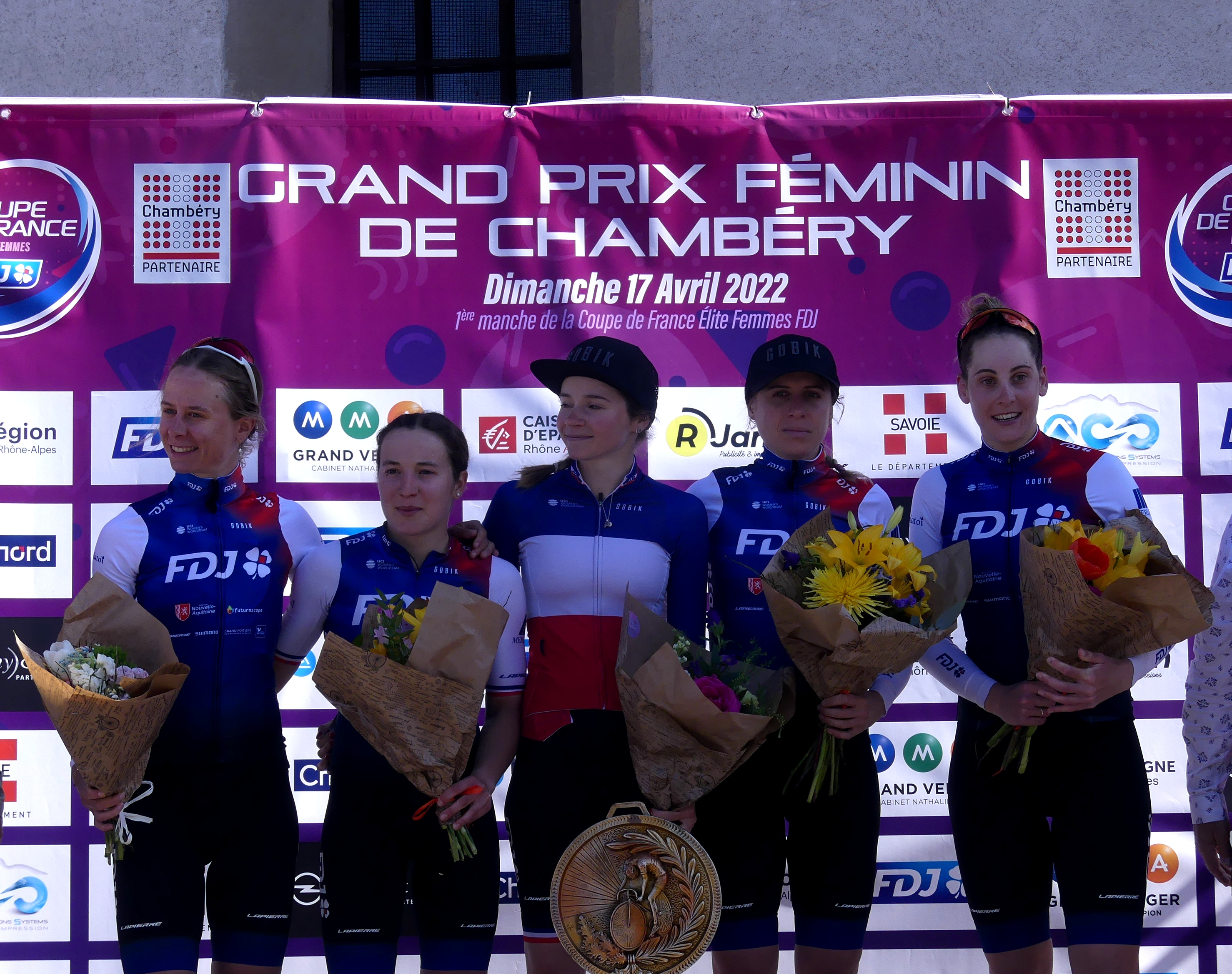
Équipe au GP Chambéry

Au Tour des Flandres, à trente-trois kilomètres de l'arrivée, un groupe de poursuite se forme avec entre autres Brodie Chapman. Dans le Kruisberg, Van Vleuten tente de nouveau. Elle est suivie par Lotte Kopecky et Grace Brown. Marlen Reusser rentre ensuite.  Dans le vieux Quaremont, Reusser mène le groupe. Seule Chapman parvient à la suivre. Dans le Paterberg, Reusser force le rythme, mais est dépassée par Van Vleuten et Kopecky. Van den Broek-Blaak, Niewiadoma et Chapman reviennent ensuite. Finalement, Van Vleuten, Kopecky et Van den Broek-Blaak s'isole en tête. Derrière, Cecilie Uttrup Ludwig est sixième, Grace Brown septième et Brodie Chapman neuvième. À l'Amstel Gold Race, dans la deuxième ascension du Cauberg, un regroupement général a lieu après que de nombreuses favorites aient été échappées. Aux six kilomètres, Stine Borgli passe à l'offensive. Elle est reprise dans le dernier virage avant le Cauberg. Annemiek van Vleuten y accélère. Seule Liane Lippert peut la suivre. Sur le replat, Niewiadoma, Vollering, Moolman-Pasio, García et Cavalli rentrent. À 1 800 m de la ligne, Marta Cavalli parvient à surprendre Ashleigh Moolman. Elle n'est plus reprise. À Paris-Roubaix, dans le carrefour de l'arbre, Kopecky donne ses dernières forces et distancent ses adversaires. Elle est cependant revue par Marta Cavalli puis le groupe se reforme. Marta Cavalli est cinquième.

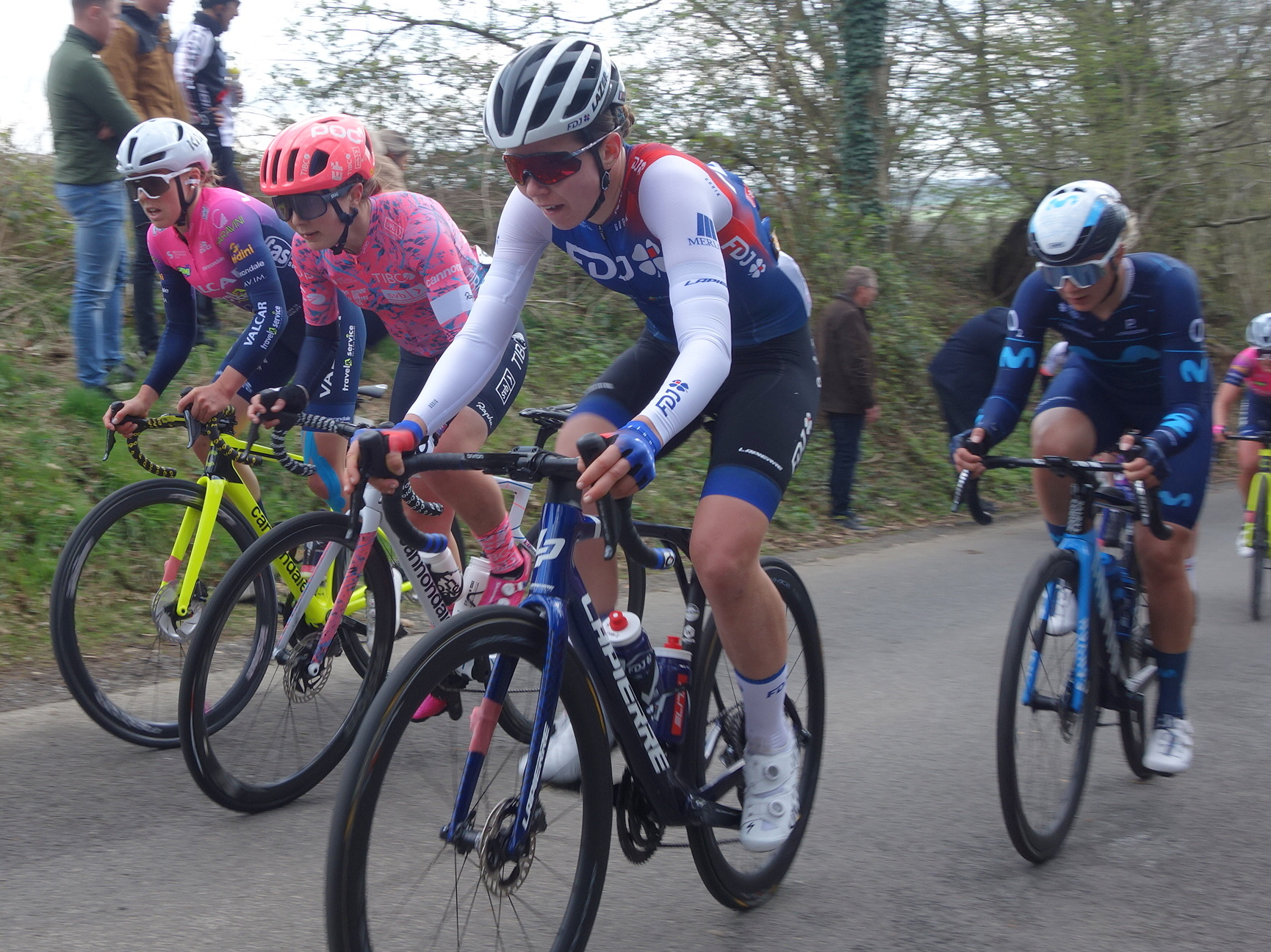
Marie le Net à l'Amstel Gold Race

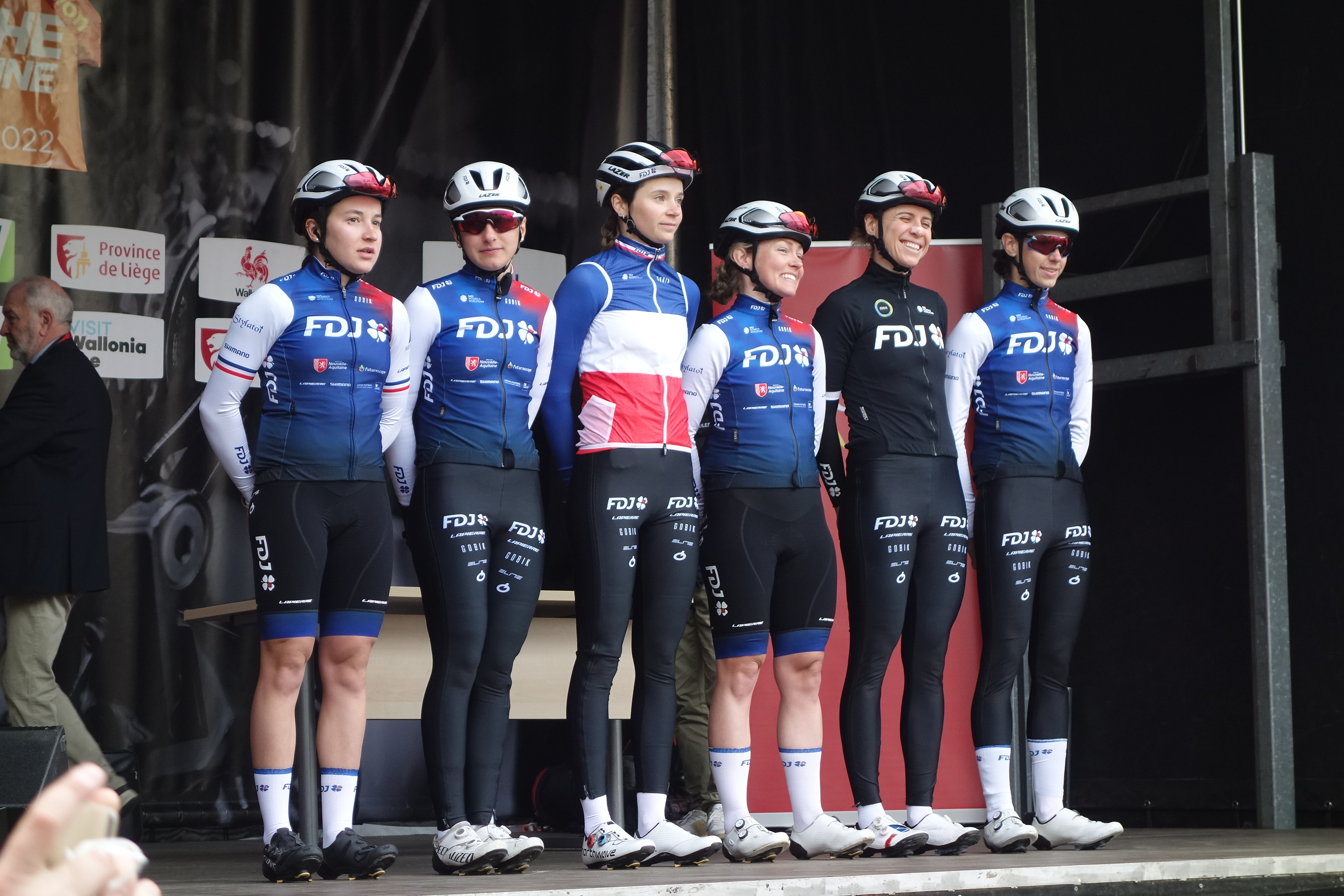
L'équipe au départ de Flèche wallonne

Au Grand Prix de Chambéry, Victorie Guilman et Brodie Chapman reviennent sur la tête de course avant de distancer les autres coureuses. Guilman est victime d'un incident mécanique et Brodie Chapman s'impose seule. À la Flèche wallonne, dans le mur, Annemiek van Vleuten accélère à 350 m de l'arrivée, dans la partie la plus raide. Seule Marta Cavalli parvient à revenir plus loin. Dans le replat, elle devance la Néerlandaise. À Liège-Bastogne-Liège, Évita Muzic fait partie du groupe d'échappées. Entre la côte de la Redoute et la Roche-aux-faucons, Grace Brown attaque. Dans la Roche-aux-faucons, Van Vleuten attaque de nouveau et double l'Australienne. Le groupe de poursuite est constitué de Brown, Moolman-Pasio, Demi Vollering et Marta Cavalli. Elles ne peuvent reprendre Van Vleuten, qui s'impose donc seule. Derrière, Brown règle le groupe, Marta Cavalli est sixième.

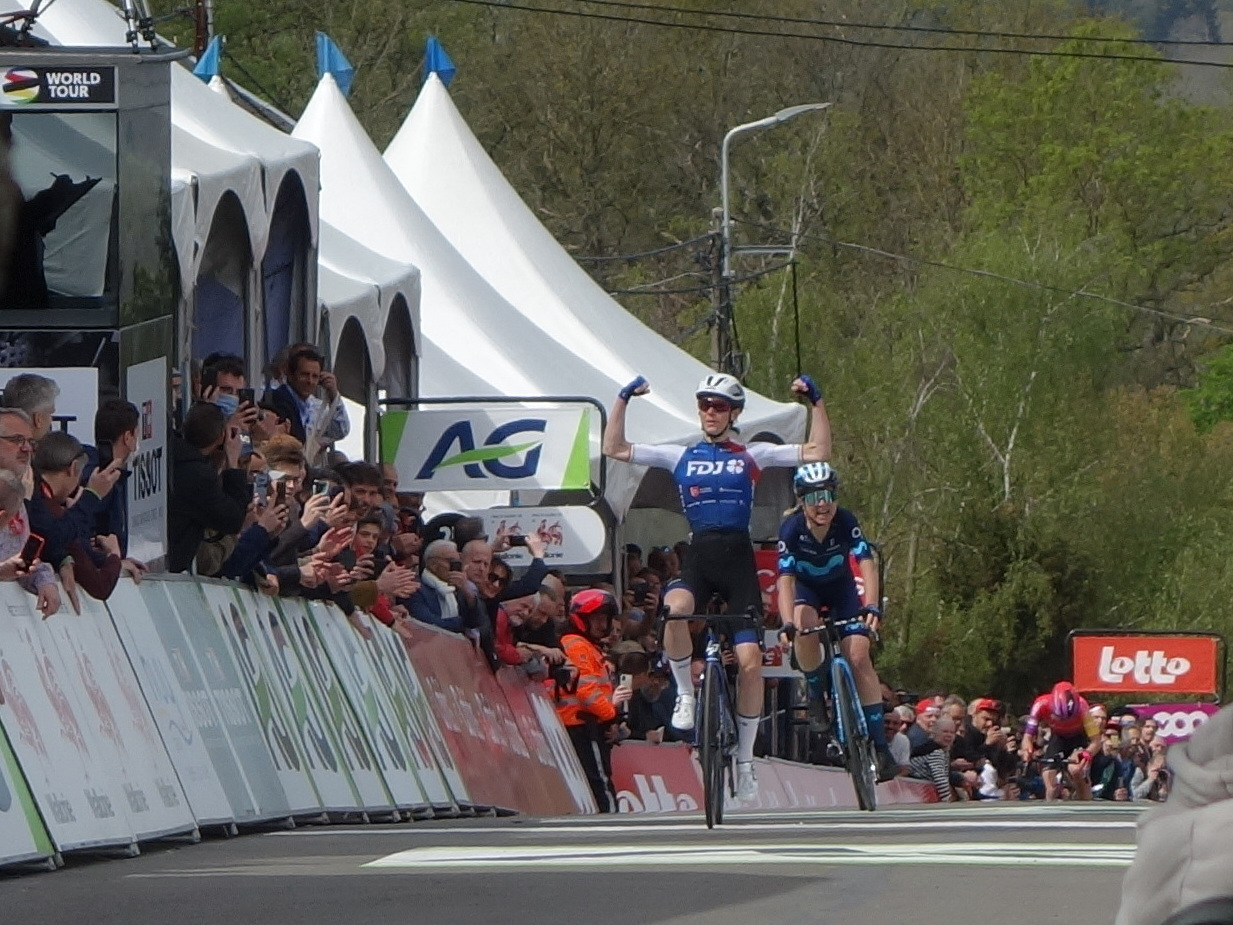
Marta Cavalli à l'arrivée de la Flèche wallonne

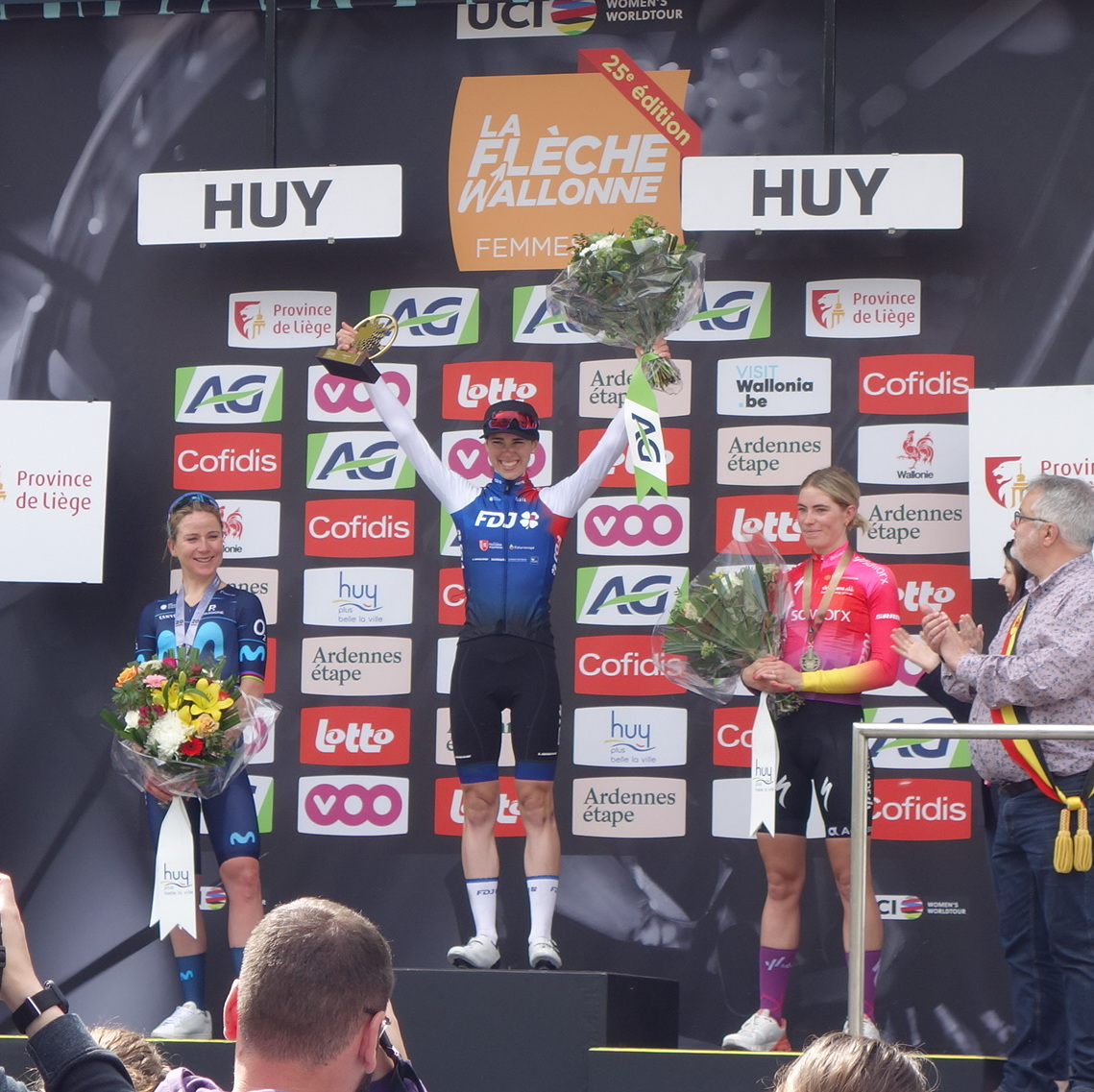
Podium de la Flèche wallonne

### Mai
Au Tour du Pays basque, sur la deuxième étape, dans la montée de la Karabieta, Marta Cavalli attaque est marquée par Demi Vollering. À un kilomètre et demi du sommet, Marta Cavalli part de nouveau ce qui provoque la dislocation du groupe. Au sommet, elles sont cinq en tête : Cavalli, Vollering, Baril, Rooijakkers et Juliette Labous. Au sprint, Marta Cavalli est troisième. Le lendemain, elle fait partie des favorites à passer en tête de la dernière difficulté. Elle est de nouveau troisième. Cela lui permet de se classer quatrième du classement général. À La Classique Morbihan, Grace Brown termine quatrième après être revenue seule sur l'échappée. Au Grand Prix du Morbihan, à soixante-six kilomètres de l'arrivée, Grace Brown sort avec trois autres coureuses. À quarante-trois kilomètres de l'arrivée, un groupe comprenant Vittoria Guazzini effectue la jonction. Le groupe se réduit au fil des kilomètres. Anaïs Morichon attaque dans le dernier kilomètre et est contré par Grace Brown. La victoire se joue au sprint. Wollaston se montre la plus rapide,.
Au Tour de Burgos, dans la troisième étape, Marie Le Net se montre active dans l'Alto Retuerta, mais ne fait pas partie du groupe de sept qui se détache à son sommet avec Cecilie Uttrup Ludwig en son sein. À quatorze kilomètres du but, Mavi Garcia passe à l'offensive. Elle est suivie par Evita Muzic. Dans l'ultime difficulté, l'Ojo Guareña, Mavi Garcia distance Muzic pour s'imposer seule. Cette dernière prend la seconde place. Sur la dernière étape, Marie Le Net fait partie de l'échappée. Elles comptent une minute seize d'avance au pied de la dernière difficulté : la Lagunas de Neila. Demi Vollering s'impose devant Juliette Labous et Evita Muzic. Cette dernière est deuxième de l'épreuve.
À la RideLondon-Classique, Vittoria Guazzini est cinquième du sprint de la première étape.

### Juin

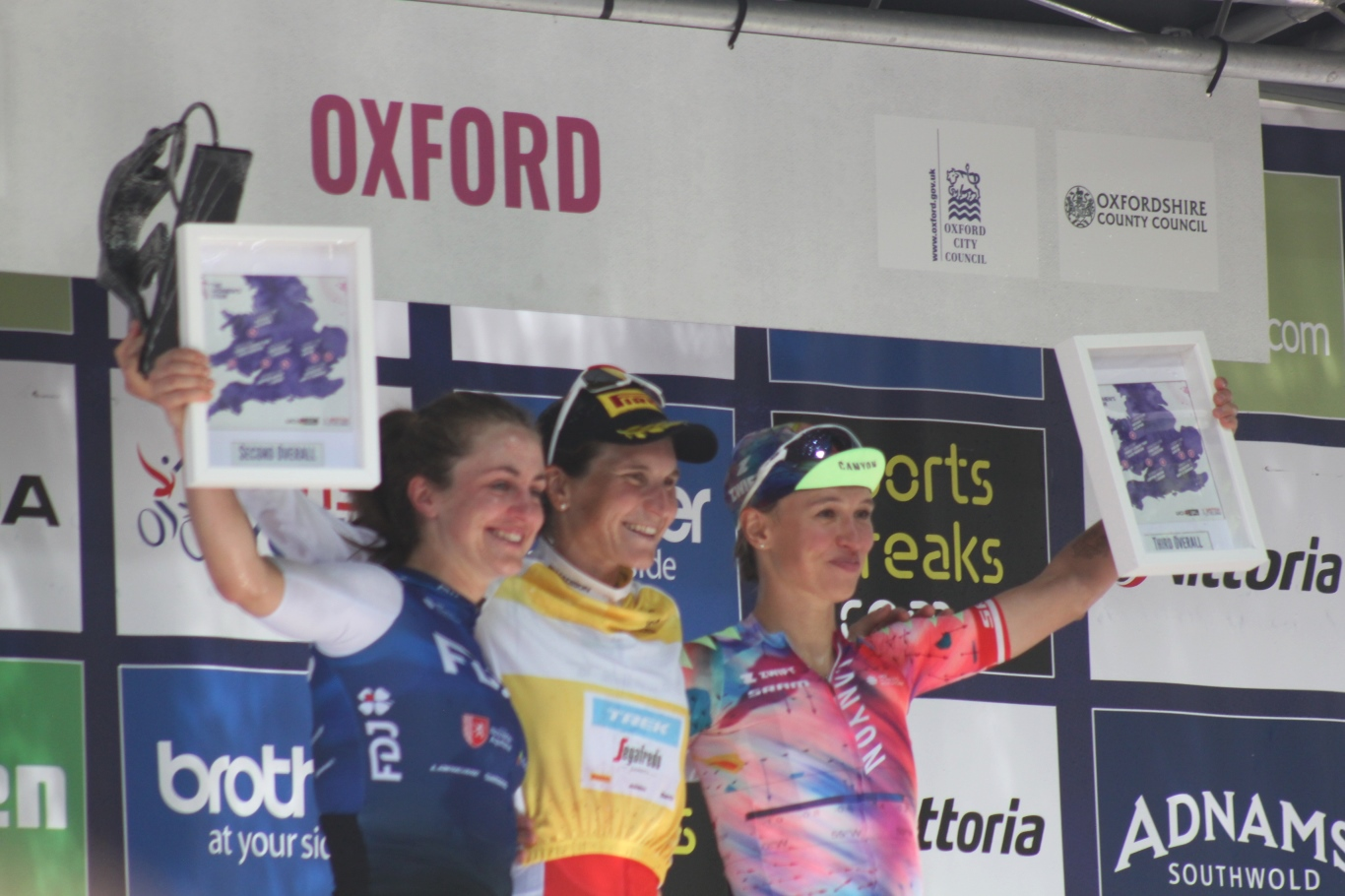
Podium du Women's Tour

Au Women's Tour, Clara Copponi remporte le sprint de la première étape. Elle est sixième le lendemain. Eugénie Duval est septième du sprint de la troisième étape. Sur l'étape suivante, dans la côte d'Hirnant Bank, six coureuses se détachent : Longo Borghini, Niewiadoma, Chabbey, Faulkner, Moolman-Pasio et Ewers. Ellen van Dijk, Alexandra Manly, Riejanne Markus et Grace Brown reviennent sur la tête peu après. À cinq kilomètres de l'arrivée, Brown attaque. Niewiadoma et Longo Borghini partent en chasse. Elles reviennent à deux kilomètres et demi de la ligne. Brown se trouve en première position du groupe mais laisse Longo Borghini ouvrir le sprint avant de remonter et de s'imposer. Elle devient leader de la course. Sur la cinquième étape qui se conclut en haut de la Black Mountain, le vent de face a un effet dissuasif sur les attaques dans cette ascension régulière. Grace Brown se classe troisième. Elisa Longo Borghini et Grace Brown étant dans la même seconde au classement général, les bonifications sont décisives dans cette dernière étape. Dans le sprint intermédiaire, Elisa Longo Borghini se fait devancer par Brown qui prend trois secondes d'avance. Au sprint final, Elisa Longo Borghini parvient à se classer troisième et obtient ainsi des bonifications qui lui permettent de s'imposer au classement général.
Cecilie Uttrup Ludwig gagne le championnat du Danemark sur route.

### Juillet
Sur la quatrième étape du Tour d'Italie, juste avant le col du Barbotto, Annemiek van Vleuten, Maví García, Marta Cavalli et Kristen Faulkner s'échappent. Cette dernière perd rapidement le contact. Dans l'ultime ascension du jour, la Carpineta, Garcia attaque. Cela décroche Cavalli, mais Van Vleuten réagit immédiatement. L'Espagnole attaque de nouveau par la suite, mais elles se disputent la victoire. Marta Cavalli est troisième à quarante-trois secondes. Le peloton arrive près de cinq minutes plus tard. Dans la première étape de montagne, Annemiek van Vleuten et Marta Cavalli se livrent un duel, mais elles ne parviennent pas à se départager. Dans le final, Annemiek van Vleuten parvient à s'extraire et prend la deuxième place de l'étape derrière Juliette Labous. Marta Cavalli est quatrième. Le lendemain, dans le  Passo Bordala, Mavi Garcia passe à l'offensive à trois kilomètres du sommet. Annemiek van Vleuten part immédiatement à sa poursuite, Marta Cavalli revient par la suite. Dans l'ultime difficulté, Van Vleuten part seule. Dans la descente, elle loupe un virage et chute. Elle remonte aussitôt en selle et remporte l'étape. Marta Cavalli est seconde. Dans la neuvième étape, Gaia Realini et Kristen Faulkner attaquent environ à la moitié de l'ascension du Fai della Paganella. Une sélection importante s'opère dans le peloton. Brodie Chapman, Anouska Koster et Erica Magnaldi sortent en chasse dans la descente. Dans le Passo Daone, le peloton est de nouveau réduit. Marta Cavalli y attaque et est reprise par Van Vleuten. Dans la descente, Cavalli prend quelques mètres d'avance sur Van Vleuten, mais celle-ci revient avec Elisa Longo Borghini. Dans les derniers kilomètres, Marta Cavalli attaque et prend quelques secondes à Van Vleuten. La dernière étape ne modifie pas le classement général. Marta Cavalli est deuxième et meilleure Italienne de l'épreuve.

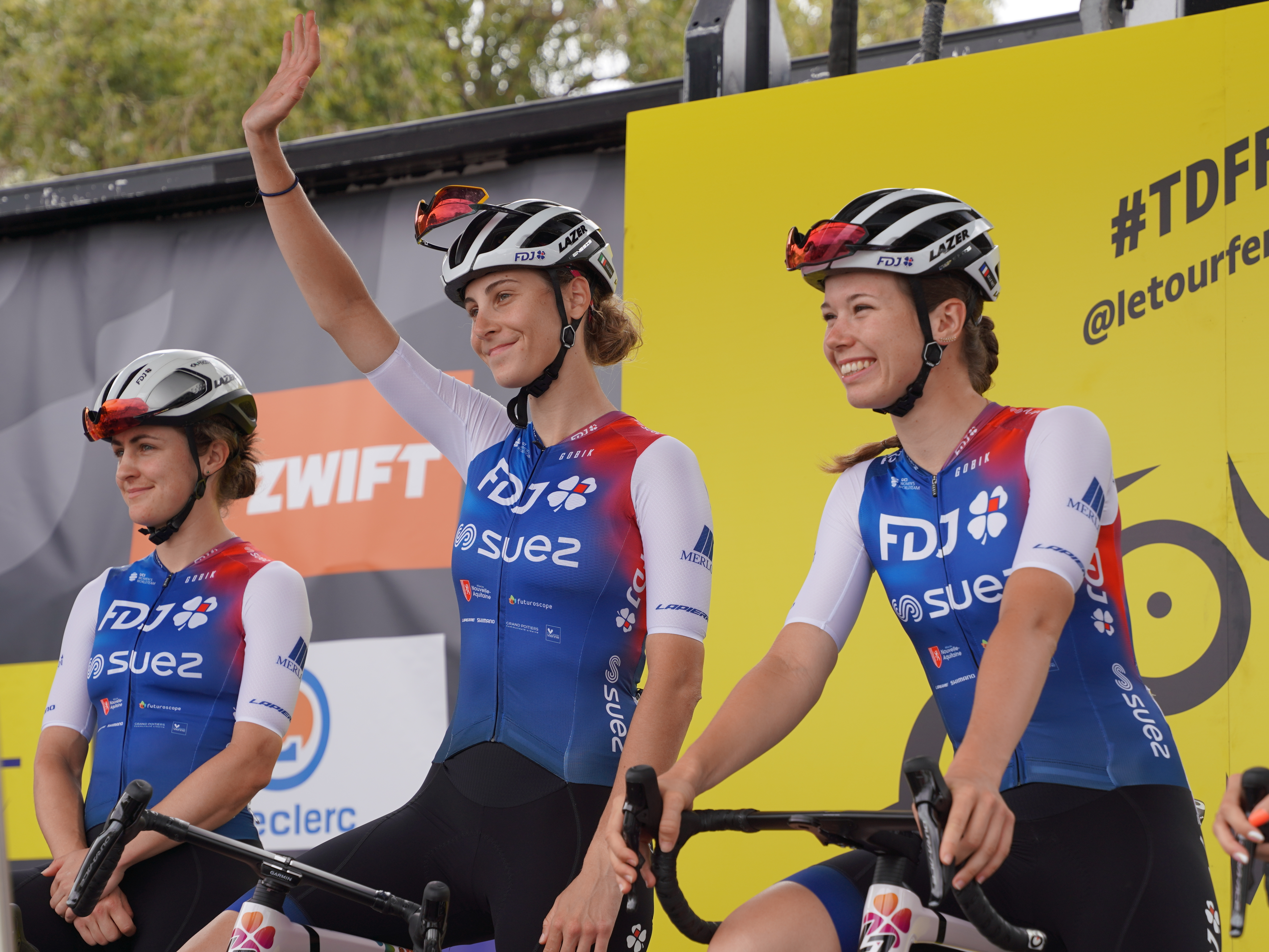
Une partie de l'équipe au Tour de France, de gauche à droite : Grace Brown, Vittoria Guazzini et Marie Le Net

Au Tour de France, la deuxième étape est cauchemardesque pour l'équipe. Des chutes retardent dans un premier temps Cecilie Uttrup Ludwig et Marta Cavalli. Cette dernière chute et est violemment percutée par Nicole Frain. Elle est contrainte à l'abandon. Cet événement crée une polémique quant au comportement de Frain,. Cecilie Uttrup Ludwig perd plus d'une minute trente à la fin de l'étape. Le lendemain, elle fait partie du groupe de favorites qui ont profité des difficultés pour s'échapper. Elle remonte au sprint Marianne Vos. Sur la quatrième étape, Marlen Reusser attaque à vingt-trois kilomètres de l'arrivée. Un trio de poursuite se forme avec Évita Muzic. En règlant ce groupe, elle prend la deuxième place de l'étape. Vittoria Guazzini est sixième du sprint de la sixième étape durant laquelle Marie Le Net, échappée, est élue meilleure combative. Lors de la première étape de montagne, Annemiek van Vleuten attaque dès le premier col. Cecilie Uttrup Ludwig fait partie du groupe de favorites qui chasse derrière la Néerlandaise, Demi Vollering et Elisa Longo Borghini. Elles rattrapent l'Italienne sur la fin d'étape. La Danoise prend la troisième place du jour. Évita Muzic est neuvième. Dans l'ultime étape, tout se joue dans l'ascension de la Super Planche des Belles Filles. Cecilie Uttrup Ludwig se classe huitième et perd des places au classement général. Elle est septième devant Évita Muzic.

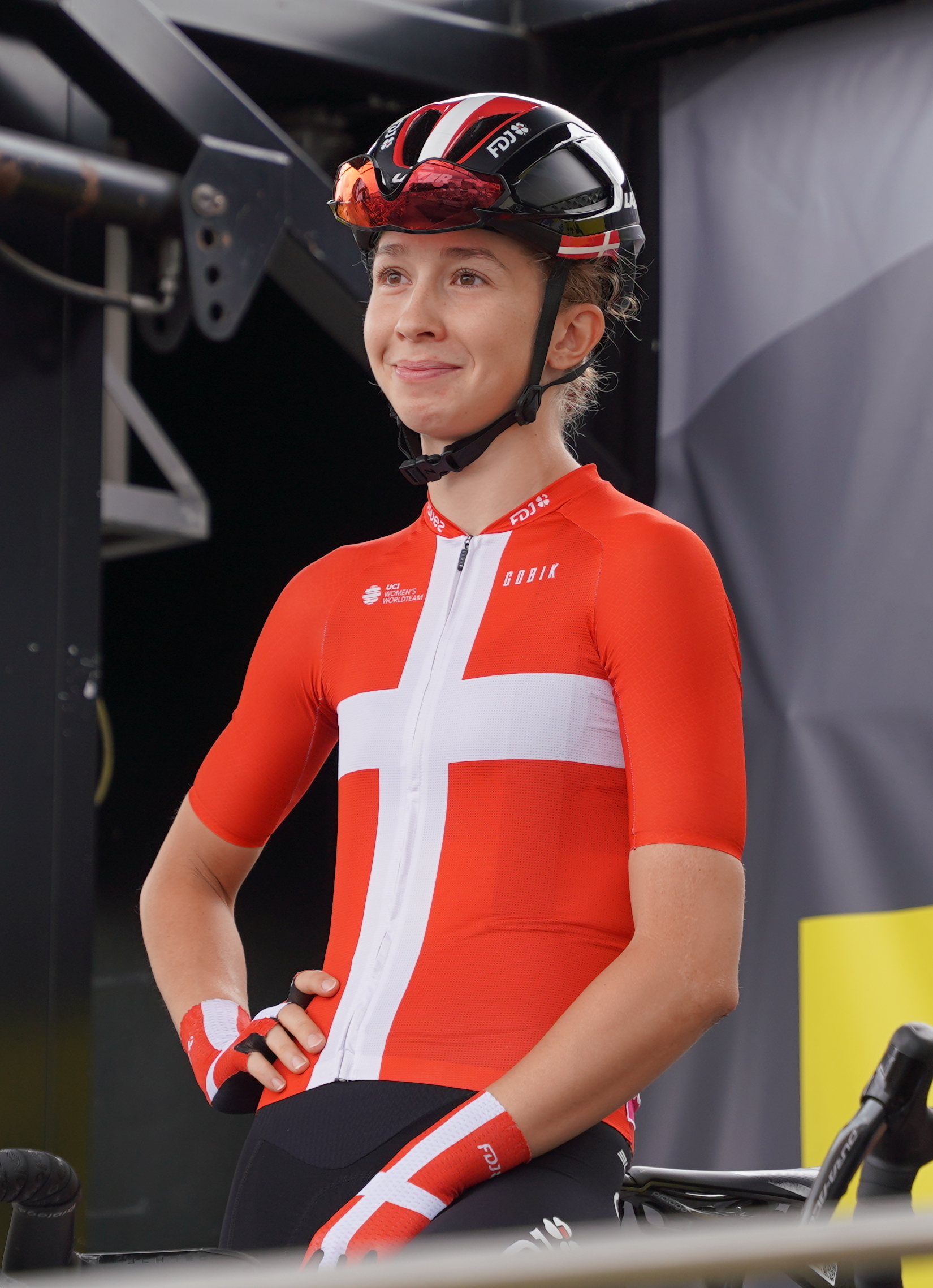
Cecilie Uttrup Ludwig au Tour de France

### Août
Au contre-la-montre par équipes de l'Open de Suède Vårgårda, la formation se classe cinquième. Sur la course en ligne, Jade Wiel s'échappe durant sept kilomètres en début de course. Emilia Fahlin se classe neuvième,.
Au Tour de Scandinavie, sur la première étape, Demi Vollering, Marianne Vos, Cecilie Uttrup Ludwig et Floortje Mackaij attaquent après le sommet de l'ascension dans le dernier tour, mais sans succès. Sur la deuxième étape, Emilia Fahlin est devancée au sprint par Marianne Vos. Le lendemain,  Cecilie Uttrup Ludwig lance le sprint en côte à cent quatre-vingt mètres, mais est doublée par Marianne Vos. La cinquième étape arrive au sommet, à cinq kilomètres de l'arrivée, le peloton se résume à douze coureuses. Dans la partie la plus raide, à trois kilomètres de l'arrivée, Neve Bradbury passe à l'offensive. Elle est suivie par Liane Lippert, Cecilie Uttrup Ludwig et Anouska Koster. Lippert et Uttrup Ludwig accélèrent et se disputent la victoire. Cecilie Uttrup Ludwig s'impose dans les derniers mètres. Elle prend la tête du classement général. La dernière étape n'apporte pas de changement au classement général. En parallèle, Grace Brown remporte en France La Périgord Ladies et Marie Le Net La Picto-Charentaise.
Aux Championnats d'Europe sur piste, Vittoria Guazzini est deuxième de la poursuite par équipes avec l'Italie. Clara Copponi est troisième de la même épreuve avec la France. Elle est aussi deuxième de la course à l'américaine avec Marion Borras et deuxième de l'omnium. 
Au Kreiz Breizh, Marie Le Net se classe troisième du sprint. Au Grand Prix de Plouay, dans la dernière côte avant le circuit final, le Stang Varric, Mavi Garcia et Amber Kraak attaquent. À trente-et-un kilomètres du but, elles sont rejointes par neuf autres coureuses dont Grace Brown. Celle-ci attaque à plusieurs reprises, mais n'est pas dans le duo qui se dispute la victoire. Elle se classe troisième.

### Septembre
Au Simac Ladies Tour, Clara Copponi est quatrième du sprint de la troisième étape. Au Ceratizit Challenge by La Vuelta, FDJ-Suez-Futuroscope est troisième du contre-la-montre par équipes inaugural. Sur la deuxième étape, Annemiek van Vleuten part seule. Cecilie Uttrup Ludwig est cinquième de l'étape. Sur l'étape suivante, Grace Brown attaque à vingt-sept kilomètres de l'arrivée. Amber Kraak part à sa poursuite et la rejoint. L'écart de quarante secondes se réduit sous l'impulsion de Demi Vollering. Elles sont reprises à dix-neuf kilomètres de l'arrivée. Aux dix kilomètres, Alexandra Manly passe à l'offensive. Brown la marque. Elise Chabbey contre. Brown l'accompagne également. Ce duo n'est plus repris. Au sprint, Brown devance Chabbey. Cecilie Uttrup Ludwig se classe cinquième du classement général final.
Aux championnats du monde, Grace Brown réalise le premier temps de référence sur le  contre-la-montre et reste en tête jusqu'à ce que la vainqueur sortante Ellen van Dijk n'améliore sa marque. Elle est donc deuxième,. Vittoria Guazzini est quatrième de l'épreuve, Marie Le Net est vingtième. Dans le relais mixte, Vittoria Guazzini est deuxième avec l'Italie. Sur route, à une quarantaine de kilomètres de l'arrivée, Grace Brown place une attaque, mais est reprise. À 25 kilomètres du terme, l'Italienne Elisa Longo Borghini et l'Allemande Liane Lippert s'échappent lors de l'avant-dernière montée du Mount Pleasant. Elles sont poursuivies par la Danoise Cecilie Uttrup Ludwig, la Polonaise Katarzyna Niewiadoma et la Sud-Africaine Ashleigh Moolman qui finissent par revenir sur le duo de tête cinq kilomètres plus loin. Mais les cinq coureuses sont reprises par le peloton. Dans l'ultime ascension du Mount Pleasant. Et ce sont les cinq mêmes coureuses qui avaient fait la course en tête lors du tour précédent qui se retrouvent de nouveau au devant. L'entente dans ce groupe n'est toutefois pas optimale. Ce qui permet le retour de cinq adversaires un peu avant la flamme rouge. Cecilie Uttrup Ludwig est cinquième.

### Octobre
Au Tour d'Émilie, Marta Cavalli prend la sixième place. Évita Muzic est huitième des Trois vallées varésines.
Au Tour de Romandie, Cecilie Uttrup Ludwig tente de sortir lors de la première étape. Elle se classe huitième. Le lendemain, sur l'étape reine, Évita Muzic prend la septième place. Marie Le Net est sixième de la dernière étape. Évita Muzic est sixième du classement général final.
Aux championnats du monde sur piste, Vittoria Guazzini remporte la victoire en poursuites par équipes avec l'Italie. Clara Copponi est troisième de la même épreuve avec la France. Elle est deuxième de la course à l'américaine avec Valentine Fortin.

## Victoires

### Sur route
| Victoires | Victoires                                    | Victoires   | Victoires | Victoires             | Victoires |
| Date      | Course                                       | Pays        | Classe    | Vainqueur             |           |
| --------- | -------------------------------------------- | ----------- | --------- | --------------------- | --------- |
| 12 janv.  | Championnat d'Australie du contre-la-montre  | Australie   | CN        | Grace Brown           |           |
| 10 avr.   | Amstel Gold Race                             | Pays-Bas    | 1.WWT     | Marta Cavalli         |           |
| 17 avr.   | Grand Prix de Chambéry                       | France      | 1.1       | Brodie Chapman        |           |
| 20 avr.   | Flèche wallonne                              | Belgique    | 1.WWT     | Marta Cavalli         |           |
| 5 juin    | Alpes Gresivaudan Classic                    | France      | 1.2       | Évita Muzic           |           |
| 6 juin    | 1re étape du Tour de Grande-Bretagne féminin | Royaume-Uni | 2.WWT     | Clara Copponi         |           |
| 9 juin    | 4e étape du Tour de Grande-Bretagne féminin  | Royaume-Uni | 2.WWT     | Grace Brown           |           |
| 14 juin   | Mont Ventoux Dénivelé Challenges féminin     | France      | 1.2       | Marta Cavalli         |           |
| 26 juin   | Championnat du Danemark sur route            | Danemark    | CN        | Cecilie Uttrup Ludwig |           |
| 26 juill. | 3e étape du Tour de France Femmes            | France      | 2.WWT     | Cecilie Uttrup Ludwig |           |
| 13 août   | 5e étape du Tour de Scandinavie              | Norvège     | 2.WWT     | Cecilie Uttrup Ludwig |           |
| 13 août   | La Périgord Ladies                           | France      | 1.2       | Grace Brown           |           |
| 14 août   | Classement général, Tour de Scandinavie      | Norvège     | 2.WWT     | Cecilie Uttrup Ludwig |           |
| 14 août   | La Picto-Charentaise                         | France      | 1.2       | Marie Le Net          |           |
| 9 sept.   | 3e étape, Ceratizit Challenge by La Vuelta   | Espagne     | 2.WWT     | Grace Brown           |           |

### Sur piste
| Date       | Course                                           | Pays   | Classe | Vainqueur         |
| ---------- | ------------------------------------------------ | ------ | ------ | ----------------- |
| 16 octobre | Championnat du monde de la poursuite par équipes | France | CDM    | Vittoria Guazzini |

### Résultats sur les courses majeures

#### World Tour
| Date                | #  | Course                                                   | Pays        | Meilleure classée     | Classement |
| ------------------- | -- | -------------------------------------------------------- | ----------- | --------------------- | ---------- |
| 5 mars              | 1  | Strade Bianche                                           | Italie      | Cecilie Uttrup Ludwig | 5e         |
| 12 mars             | 2  | Tour de Drenthe                                          | Pays-Bas    | Clara Copponi         | 4e         |
| 20 mars             | 3  | Trofeo Alfredo Binda-Comune di Cittiglio                 | Italie      | Cecilie Uttrup Ludwig | 9e         |
| 24 mars             | 4  | Trois Jours de La Panne                                  | Belgique    | Clara Copponi         | 10e        |
| 27 mars             | 5  | Gand-Wevelgem                                            | Belgique    | Clara Copponi         | 10e        |
| 3 avril             | 6  | Tour des Flandres                                        | Belgique    | Cecilie Uttrup Ludwig | 6e         |
| 10 avril            | 7  | Amstel Gold Race                                         | Pays-Bas    | Marta Cavalli         | Vainqueur  |
| 16 avril            | 8  | Paris-Roubaix                                            | France      | Marta Cavalli         | 5e         |
| 20 avril            | 9  | Flèche wallonne                                          | Belgique    | Marta Cavalli         | Vainqueur  |
| 24 avril            | 10 | Liège-Bastogne-Liège                                     | Belgique    | Grace Brown           | 2e         |
| 13-15 mai           | 11 | Classique de Saint-Sébastien                             | Espagne     | Marta Cavalli         | 4e         |
| 19-22 mai           | 12 | Tour de Burgos                                           | Espagne     | Evita Muzic           | 2e         |
| 27-29 mai           | 13 | RideLondon-Classique                                     | Royaume-Uni | Maëlle Grossetête     | 24e        |
| 6-11 juin           | 14 | The Women's Tour                                         | Royaume-Uni | Grace Brown           | 2e         |
| 1-10 juillet        | 15 | Tour d'Italie                                            | Italie      | Marta Cavalli         | 2e         |
| 24-31 juillet       | 16 | Tour de France                                           | France      | Cecilie Uttrup Ludwig | 7e         |
| 6 août              | 17 | Contre-la-montre par équipes de l'Open de Suède Vårgårda | Suède       | FDJ-Suez-Futuroscope  | 5e         |
| 7 août              | 18 | Open de Suède Vårgårda                                   | Suède       | Emilia Fahlin         | 9e         |
| 9-14 août           | 19 | Tour de Scandinavie                                      | Norvège     | Cecilie Uttrup Ludwig | Vainqueur  |
| 27 août             | 20 | Grand Prix de Plouay                                     | France      | Grace Brown           | 3e         |
| 30 août-4 septembre | 21 | Simac Ladies Tour                                        | Pays-Bas    | Eugénie Duval         | 17e        |
| 7-11 septembre      | 22 | Ceratizit Challenge by La Vuelta                         | Espagne     | Cecilie Uttrup Ludwig | 5e         |
| 7-9 octobre         | 23 | Tour de Romandie                                         | Suisse      | Évita Muzic           | 6e         |

Marta Cavalli est septième et Cecilie Uttrup Ludwig neuvième du classement individuel. La formation est quatrième du classement par équipes.

#### Grands tours
| Grand tour            | Tour d'Italie                        | Tour de France             |
| --------------------- | ------------------------------------ | -------------------------- |
| Coureuse (classement) | Marta Cavalli (2e)                   | Cecilie Uttrup Ludwig (7e) |
| Accessits             | Classement de la meilleure Italienne | 1 étape                    |

## Classement mondial
| Classement UCI | Classement UCI        | Classement UCI | Classement UCI |
| Coureuse       | Coureuse              | Pays           | Points         |
| -------------- | --------------------- | -------------- | -------------- |
| 9e             | Cecilie Uttrup Ludwig | Danemark       | 2287 pts       |
| 10e            | Marta Cavalli         | Italie         | 2136 pts       |
| 11e            | Grace Brown           | Australie      | 1945 pts       |
| 31e            | Évita Muzic           | France         | 961 pts        |
| 38e            | Vittoria Guazzini     | Italie         | 794.33 pts     |
| 43e            | Clara Copponi         | France         | 775 pts        |
| 66e            | Marie Le Net          | France         | 471 pts        |
| 67e            | Brodie Chapman        | Australie      | 469 pts        |
| 92e            | Emilia Fahlin         | Suède          | 355 pts        |
| 114e           | Eugénie Duval         | France         | 283 pts        |
| 155e           | Victorie Guilman      | France         | 195 pts        |
| 168e           | Jade Wiel             | France         | 181 pts        |
| 170e           | Stine Borgli          | Norvège        | 180 pts        |
| 250e           | Maëlle Grossetête     | France         | 110 pts        |

La formation est quatrième du classement par équipes.